# Slag bij Versinikia

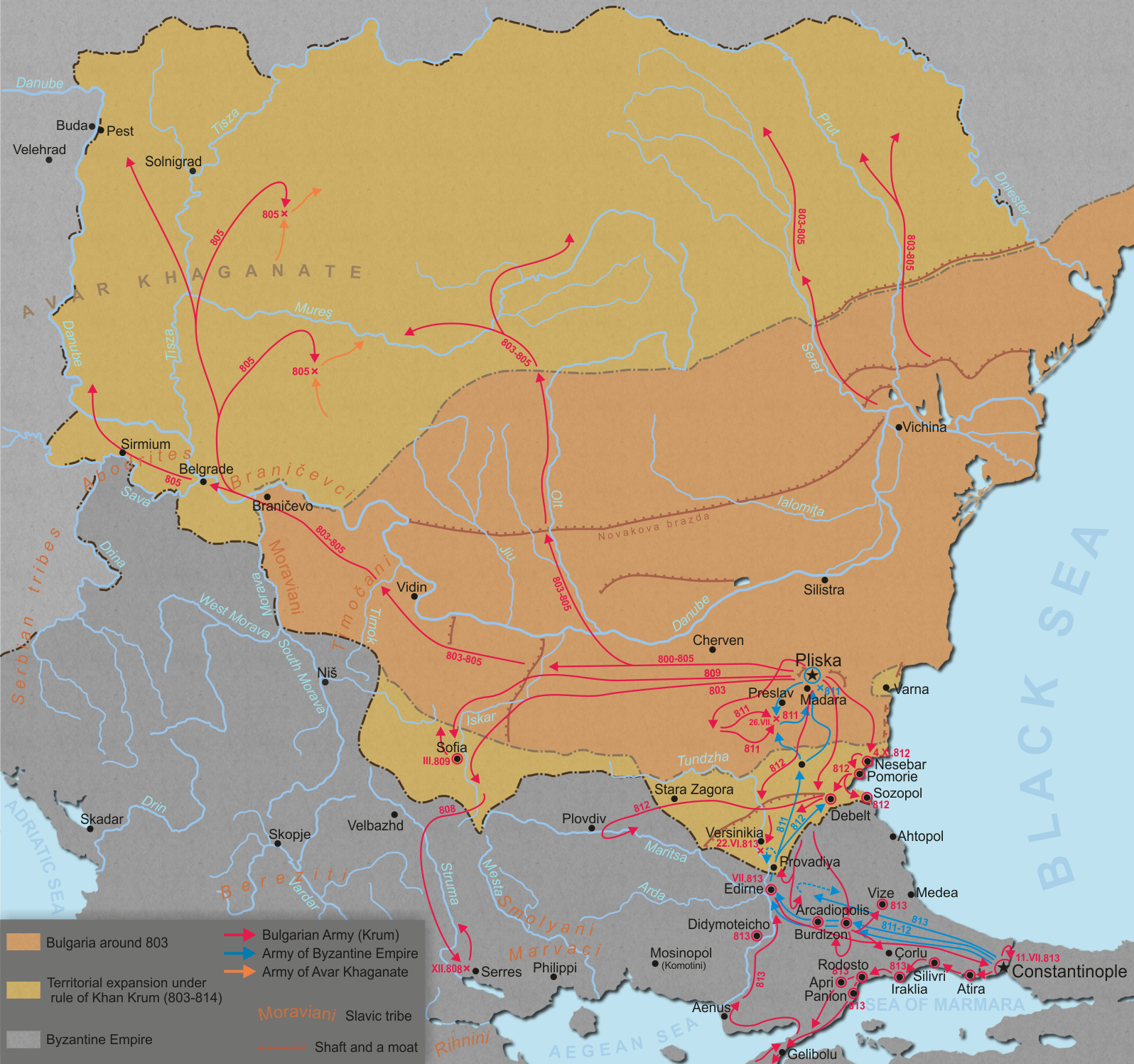
De veldslagen van khan Kroem

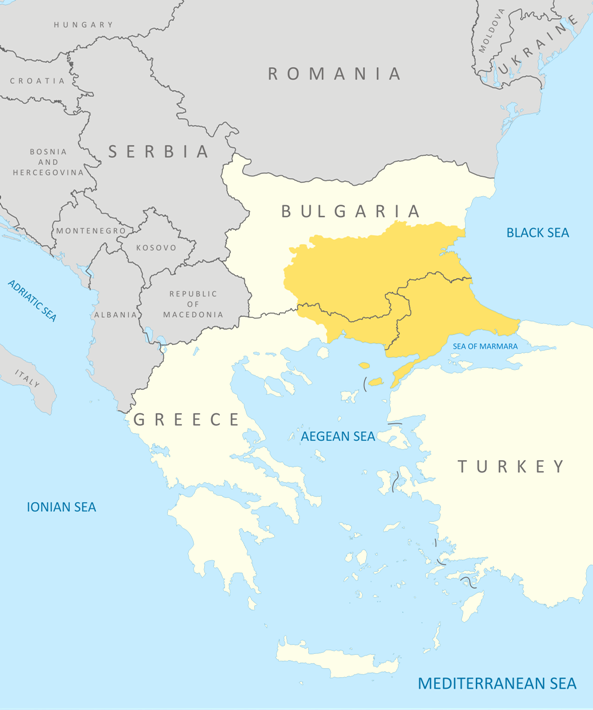
Oost-Thracië

De Slag bij Versinikia vond plaats op 22 juni 813 in de omgeving van de historisch stad Adrianopel in Oost-Thracië. Het was een onderdeel van de Byzantijns-Bulgaarse oorlogen. Tegenover elkaar stonden de Byzantijnse keizer Michaël I Rangabe en de Bulgaarse khan Kroem. Het werd een klinkende overwinning voor de Bulgaren. Keizer Michaël I Rangabe werd gedwongen af te treden en werd vervangen door Leo V de Armeniër.

## Achtergrond
De gevolgen van de eerder gevochten Slag bij Pliska in 811 had bij beide partijen sporen nagelaten. Keizer Nikephoros I was gesneuveld en even later stierf ook zijn zoon Staurakios aan zijn opgelopen verwondingen. Alhoewel khan Kroem de veldslag had gewonnen, duurde het een eind vooraleer hij zijn slagkracht terug had. In 812 viel hij Oost-Thracië binnen en sloeg aan het plunderen. De Byzantijnen weigerden onderhandelingen en de plunderingen bleven aanhouden tot plots in begin 813 de Bulgaren zich terugtrokken. De terugtocht werd door de Byzantijnse keizer beschouwd als een overwinning, "volgens Gods voorzienigheid". Een tegenaanval werd opgezet. Met een gigantisch leger, in aanwezigheid van de keizer en de keizerin, trokken de Byzantijnen ten strijde.
Een zonsverduistering op 4 mei voorspelde niet veel goeds.

## Slag
In juni, ter hoogte van Adrianopel troffen de twee legers elkaar en sloegen hun kampen op. Gedurende dertien dagen gebeurde er niets. De Byzantijnse generaals bewust van hun overmacht werden ongeduldig. Op 22 juni was het zover, een van de generaals, Aplakes, ging in de aanval, maar werd niet gevolgd door de anderen. Toen Kroem de tactische blunder inzag, viel hij met zijn boogschutters en zware cavalerie aan. Een van de bataljons sloeg op de vlucht en de rest van het leger volgde. Aplakes en zijn mannen waren nu geïsoleerd en in de pan gehakt.
Keizer Michaël I en zijn entourage spoedden zich zo snel mogelijk naar de hoofdstad Constantinopel, waar ze zich ternauwernood in veiligheid konden brengen.

## Vervolg
Khan Kroem met zijn troepen stond nu voor de poorten van de hoofdstad Constantinopel en bereidde zich voor op een beleg. Gelukkig voor de Byzantijnen zal Kroem tijdens de voorbereidingen sterven. Aan het Byzantijnse hof ontstond er onenigheid over de bekwaamheid van keizer Michaël. Hij werd door zijn kouropalates Leo de Armeniër gedwongen af te treden.